# Авл Цецина Тацит
Авл Цеци́на Та́цит (лат. Aulus Caecina Tacitus; умер, предположительно, после 273 года) — древнеримский политик и сенатор из знатного плебейского рода Цецин, предполагаемый консул в 273 году.

## Биография
Поскольку Тацит принадлежал к знатному плебейскому роду Цецин, то весьма вероятно, что он являлся потомком легата–пропретора Фракии Гая Цецины Ларга, который, по всей видимости, приходился потомком ординарному консулу 42 года Гаю Цецине Ларгу. Впрочем, уже к концу I века многие римские роды вымерли, поэтому, может быть, он и не был потомком консула 42 года. Известно, что Тацит в неизвестное время был кандидатом на должность квестора, а затем претора. Помимо того, он исполнял обязанности презида провинции Бетика.
Существует предположение, что в 273 году Авл Цецина мог занимать консульскую должность.
Предположительно, имя Тацита фигурирует в одной обнаруженной надписи, датированной промежутком между 306 и 312 годами, где он перечислен среди сенаторов, внёсших 600 000 сестерциев для постройки здания, что, очевидно, может говорить о его богатстве.

## Примечание
1. ↑  Corpus Inscriptionum Latinarum 6, 37118.